# Alma (Michigan)
Alma je město v okrese Gratiot County ve státě Michigan ve Spojených státech amerických. 

## Historie
Alma bylo založeno v roce 1853 Ralphem Elyem. V roce 1872 zde vyrostla vesnice Alma a v roce 1905 se Alma stala městem. V prvním dekádách dvacátého století (1913 - 1929) zde sídlila automobilová společnost Republic Motor Truck Company, která se na krátkou dobu stala jedním z největších výrobců nákladních vozů na světě . Během první světové války byla hlavním dodavatelem nákladních vozů Standard B Liberty.

## Významní rodáci
- Betty Mahmoody - americká spisovatelka, známá knihou Bez dcerky neodejdu.